# Chirli-Myrli
Pour plus de détails, voir Fiche technique et Distribution.
Chirli-Myrli (Ширли-мырли) est un film russe réalisé par Vladimir Menchov, sorti en 1995,.

## Synopsis
En Yakoutie, lors de l'exploitation de la mine de diamants Besperspektivnaya (Бесперспективная, Peu prometteuse), un diamant d'une taille extraordinaire est découvert. Il est baptisé Sauveur de la Russie car sa taille est telle que les revenus de sa vente pourraient rembourser la dette nationale et permettre à chaque citoyen russe de prendre des vacances de trois ans aux îles Canaries.
Alors que le diamant est transporté par Antonov An-124 jusqu'à Moscou, il tombe entre les mains de Kozioulski (Armen Djigarkhanian), un parrain mafieux déguisé en général de l'armée. Ce dernier se le fait presque immédiatement dérober sous le nez par un voleur récidiviste, Vassili Krolikov (Valeri Garkaline).
À partir de ce moment, Krolikov et le diamant sont recherchés en parallèle par deux officiers de la militsia, Jean-Paul Piskounov (Igor Ougolnikov) et un lieutenant anonyme (Sergueï Batalov) et par la mafia russe dirigée par Kozioulski et ses sbires. Les deux groupes tendent une embuscade à l'appartement de l'escroc, où vit sa mère, Praskovia Krolikova (Inna Tchourikova).
Piskounov et la police parviennent à capturer Krolikov, mais ce dernier avale l'énorme diamant au cours de son arrestation. Piskounov emmène alors Krolikov à l'hôpital, d'où il s'échappe en volant une ambulance. Alors que le célèbre chef d'orchestre Innokenti Schniperson se rend à son mariage avec l'Américaine Carol Paragraph (Vera Alentova), il est arrêté par erreur par la police et s'avère être le frère jumeau de Krolikov, confié à un orphelinat de Kherson sous le nom de famille de son père, Schniperson, lorsqu'ils étaient enfants. C'est sa mère adoptive, Praskovia Krolikova, qui s'avère être sa tante biologique, qui l'explique à Krolikov. Krolikov, antisémite de longue date, est choqué d'apprendre par la même occasion qu'il est juif et que son père avait rêvé de lui donner le nom de son grand-père, Israel Leibovich.
Schniperson est vite libéré après un appel du président russe qui, au cours de la conversation téléphonique, rétrograde le général Piskounov au rang de colonel. Le chef d'orchestre est alors enlevé par les hommes de Kozioulski. Ceux-ci torturent Schniperson tandis que Krolikov dirige l'orchestre à sa place et célèbre le mariage.
Au même moment, Roman Almazov, défenseur des droits des Roms, se présente à la police pour réclamer son permis, confisqué par Piskounov. Il est pris pour Krolikov et arrêté. Schniperson est finalement libéré par la mafia et se rend avec Praskovia Krolikova à son banquet de mariage, où il surprend sa femme dans les bras de son jumeau, mais la joie des frères de se rencontrer leur fait oublier leur ressentiment alors que Praskovia Alekseevna, en état d'ébriété, leur révèle qu'Almazov, dont l'arrestation est annoncée à la télévision, est aussi leur frère, qu'elle a donné aux Roms après leur naissance.
Afin de le sauver frère, Schniperson se rend au commissariat. Pendant ce temps, Roman remplace le chef d'orchestre lors du mariage, tandis que Krolikov lui-même appelle les journalistes qui s'emparent du scandale et font libèrer Schniperson, alors que Piskounov est rétrogradé au rang de major. Kozioulski et ses hommes de main tentent de capturer Schniperson une seconde fois mais échouent.
Les trois frères finissent par se rencontrer et après s'être longuement chamaillés arrivent à la conclusion que les nationalités n'ont pas d'importance, même si tous trois n'aiment pas les Noirs. À ce moment-là, une bagarre éclate au mariage, impliquant les truands, les Roms et des gardes et tout le monde est évacué par les forces spéciales à bord d'hélicoptères. Seuls restent dans la salle Piskounov et son assistant qui, en lavant l'étoile du major, trouvent dans un seau contenant de la choucroute que Praskovia Krolikova a apporté au mariage le diamant prétendument avalé par Krolikov. L'étoile de major lavée ayant gonflé se transforme en étoile de maréchal.
Finalement, tous les personnages s'envolent pour les îles Canaries grâce à l'argent du diamant. Dans la cabine entrent l'hôtesse noire Whitney et le steward Patrick, en qui Praskovia Krolikova est stupéfaite de reconnaître un autre frère jumeau - Patrick Krolikow, qu'elle a emmené à l'ambassade américaine alors qu'il était nouveau-né. Le nombre de frères et sœurs de nationalités différentes reste un mystère, comme le montre la fin du film : les Krolikov sont partout sur la planète et il y a même un village appelé Krolikovo.

## Fiche technique
- Photographie : Vadim Alisov
- Musique : Timour Kogan
- Décors : Valeri Filippov
- Studio : Mosfilm

## Distribution
- Valeri Garkaline : Vassili Krolikov / Innokenti Schniperson / Roman Almazov / Patrick Krolikow
- Vera Alentova : Carol Paragraph / Zemfira Almazova / Luciena Krolikova / Whitney Krolikow
- Inna Tchourikova : Praskovia Krolikova, tante-mère de tous les frères
- Armen Djigarkhanian : le mafioso Kozioulski, Parrain
- Igor Ougolnikov : Jean-Paul Piskounov, enquêteur judiciaire
- Sergueï Batalov : lieutenant de police, assistant de Piskounov
- Leonid Kouravliov : ambassadeur américain
- Lioubov Polichtchouk : Jennifer, épouse de l'ambassadeur américain, collectionneuse de folklore russe
- Oleg Tabakov : Soukhodrichev, tapageur alcoolique
- Nonna Mordioukova : employée du registre d'état civil
- Sergueï Artsibachev : employé du registre d'état civil
- Lev Borissov : le mafioso Alexeï Feofilaktovitch
- Oleg Efremov : Nikolaï, voisin des Krolikov
- Evgueni Vesnik : médecin
- Rolan Bykov : acheteur de diamants
- Alexandre Pankratov-Tcherny : garde de l'ambassadeur
- Mikhaïl Kokchenov : garde de l'ambassadeur
- Vladimir Menchov : Président de la Russie
- Vsevolod Sanaïev : mélomane
- Nina Alisova : mélomane
- Alexeï Bouldakov : pilote d'An-124